# Face the Raven
"Face the Raven" é o décimo episódio da nona temporada da série de ficção científica britânica Doctor Who, transmitido originalmente através da BBC One em 21 de novembro de 2015. Foi escrito por Sarah Dollard e dirigido por Justin Molotnikov.
Neste episódio, o alienígena viajante do tempo conhecido como o Doutor (Peter Capaldi) e sua companheira Clara Oswald, tentam ajudar Rigsy (que já havia aparecido anteriormente em "Flatline"), cujo acordou com uma tatuagem em contagem regressiva na sua nuca. Este episódio também contou com um retorno dos Judoon, Ood, Guerreiros de Gelo, Silurians, Cybermen e os Sontarans.

## Enredo
Rigsy contata Clara através do telefone da TARDIS, pedindo ajuda para ela e para o Doutor. Eles chegam ao apartamento de Rigsy em Londres, encontrando ele com uma esposa e filha recém-nascida. Ele não tem ideia da origem de uma tatuagem na parte de trás do seu pescoço que está em contagem regressiva para zero, e não tem quaisquer memórias de acontecimentos do dia anterior; seu celular também está quebrado e todos os dados do dia anterior foram limpados. O Doutor examina-o com a TARDIS, descobrindo que ele teve contato com alienígenas no último dia, e ele deve morrer quando a contagem regressiva chegar a zero. Embora o Doutor sente que não há nada que ele possa fazer, mas Clara insiste que ele tente. Assumindo a presença de alienígenas escondidos em Londres, os três procuram uma rua armadilha onde eles podem estar se escondendo. Eles finalmente se depararam com ela, auxiliado pelas lembranças que Rigsy recorda uma vez que a TARDIS é capaz de restaurar os dados em seu celular.
Dentro do beco, eles encontram vários alienígenas, utilizando um sistema de desorientação tanto para esconder a rua dos seres humanos, como fazendo todos parecerem humanos uns para os outros. Todos ali são liderados por Ashildr, que atua como prefeita do grupo. Ashildr, ainda se chamando de Me, explica que os alienígenas estão refugiados, e que Rigsy tinha sido condenado à morte por matar Anah, uma mulher de duas faces do planeta Janus; ele foi injetado com Retcon e esqueceu o que aconteceu, e, então, foi lhe dado tempo para dizer adeus a seus entes queridos; a tatuagem é um Chronolock que leva ao Quantum Shade, que aparece normalmente como um corvo, que segue seu portador em qualquer lugar para matá-lo quando a marca atinge zero. O Doutor e Clara acreditam que Rigsy não cometeu o assassinato, e Ashildr lhes permite investigar o caso, mas diz que eles têm de convencer aqueles que vivem na rua sobre a inocência de Rigsy para manter a trégua entre as várias espécies que vivem lá.
Clara descobre que o Chronolock só pode ser removido pela pessoa que o colocou, ou transferido voluntariamente para o outro. Acreditando que ela está protegida pela garantia de sua segurança pessoal de Ashildr, Clara pega o Chronolock de Rigsy sem o conhecimento de ninguém. O Doutor descobre que Rigsy tinha o chamado quando ele foi encontrado na rua no dia anterior, e acredita que Ashildr estava tentando entrar em contato com ele para levá-lo para ali. Eles falam com Anahson, a filha de Anah que é forçada a se vestir como um menino para esconder a sua capacidade de ver o passado e o futuro, e confirma que Me construiu o mistério para trazer o Doutor para ela.
Eles voltam para onde o corpo de Anah estava sendo mantida para retornar a Janus, mas eles acham que é uma câmara de estase em vez disso, com um buraco de fechadura para desativá-la dentro de um recesso em um painel de controle. O Doutor descobre que a chave da TARDIS irá abri-la e a usa no buraco da fechadura: o painel aprisiona seu braço para colocar um bracelete de metal, levando sua chave da TARDIS enquanto Anah é liberada, viva temporariamente e bem. Ashildr chega e explica que o bracelete é um aparelho de teletransporte, um meio para enviar o Doutor para longe para manter a paz na rua, e lhe pede seu disco de confissão antes de ativar o bracelete. Quando ela vai remover o Chronolock de Rigsy, a transferência de Clara é descoberta e Ashildr lamenta e diz a ela que tinha organizado o primeiro acordo com o Quantum Shade, assegurando-lo uma alma que só ela poderia quebrar sem a intenção de alguém morrer. Ao aceitar o Chronolock de Rigsy, Clara quebrou os termos desse contrato e não havia nada que poderia ser feito para salva-la.
O Doutor exige que Ashildr salve Clara, mas esta implora para ele não ficar com raiva. Ela passa seus últimos momentos com o Doutor, perguntando-lhe se ele está orgulhoso dela por sua bravura antes de avisa-lo de que ele vai ficar sozinho e que ela não quer que ele se vingue dela, fazendo-o prometer que ninguém mais vai ser prejudicado como consequência de suas ações. Após se despedir do Doutor, ela sai na rua para enfrentar o corvo sozinha, aceitando sua decisão como Danny Pink tinha feito, e morre na frente do Doutor. Este retorna para os outros, advertindo Ashildr que a mensagem de Clara tinha a intenção de protegê-la, e pede para mante-la fora do seu caminho. Ashildr então ativa o teletransporte, enviando o Doutor para um local desconhecido.
Em uma cena pós-créditos, Rigsy é visto pintando o exterior da TARDIS abandonada como um memorial florido para Clara.

### Continuidade
O Doutor consulta, mais uma vez seus cartões de resposta, visto pela primeira vez em "Under the Lake", se "esforçando para ser bom" antes de dar a notícia para Rigsy de sua morte iminente.
Rigsy é injetado com Retcon, uma substância introduzida no spinoff Torchwood, para fazer com que aqueles que o recebem perderem a sua memória de ter encontros com extraterrestres. Na aparência anterior de Me, o Doutor aconselhou-a encontrar Jack Harkness, o protagonista de Torchwood que usou Retcon em várias ocasiões.
Clara, pendurada, e quase caindo da TARDIS é uma reminiscência do Décimo primeiro Doutor pendurado para fora da TARDIS no início de "The Day of the Doctor".
Entre os alienígenas disfarçados que vivem na rua armadilha estão os Sontaran, Judoons e um Ood cuidando de um Cyberman.
Clara menciona ter um relacionamento romântico com o escritor Jane Austen. Em "The Magician's Apprentice", ela mesmo o chama de "um grande beijador". Anteriormente, em "The Caretaker", o Doutor discute com Clara sobre quando Austen escreveu Orgulho e Preconceito.
Ashildr pede ao Doutor pelo seu disco de confissão, visto pela primeira vez em "The Magician's Apprentice" e recuperado pelo Doutor em "The Witch's Familiar".
Clara menciona seu namorado falecido Danny Pink, dizendo que se ele pode enfrentar a morte (como ele fez em "Death in Heaven"), então ela também poderia fazer.
Quando Clara suplica ao Doutor para não se vingar de Ashildr, ela lhe diz "não seja um guerreiro... seja um doutor". Isto é o mesmo que ela fez com o Décimo primeiro Doutor quando ele planejava destruir Gallifrey para acabar com a Guerra do Tempo em "The Day of the Doctor".